# Steinfeld (Oldenburg)
Steinfeld (Oldenburg) är en kommun och ort i Landkreis Vechta i förbundslandet Niedersachsen i Tyskland.